# Die großen 3 der Volksmusik
Die großen 3 der Volksmusik waren ein österreichisches Musikprojekt der Klostertaler, des Nockalm Quintetts und der Kastelruther Spatzen.

## Geschichte
Dieses Projekt wurde im Jahr 1998 beschlossen und war vor allem zwischen 1999 und 2001 aktiv. 2005 kam ein Best-of-Album heraus. Das Projekt war eigentlich bereits aufgelöst, doch anlässlich der Auflösung der Klostertaler wurde noch ein letztes gemeinsames Album auf den Markt gebracht.

## Diskografie

### Studioalben
| Jahr | Titel                                | Höchstplatzierung, Gesamtwochen, AuszeichnungChartplatzierungen (Jahr, Titel, Platzierungen, Wochen, Auszeichnungen, Anmerkungen) | Höchstplatzierung, Gesamtwochen, AuszeichnungChartplatzierungen (Jahr, Titel, Platzierungen, Wochen, Auszeichnungen, Anmerkungen) | Höchstplatzierung, Gesamtwochen, AuszeichnungChartplatzierungen (Jahr, Titel, Platzierungen, Wochen, Auszeichnungen, Anmerkungen) | Anmerkungen                         |
| Jahr | Titel                                | DE | AT | CH | Anmerkungen                         |
| ---- | ------------------------------------ | --- | --- | --- | ----------------------------------- |
| 2000 | Die großen 3 der Volksmusik - Vol. 2 | DE27 (13 Wo.)DE | AT8 Gold · (17 Wo.)AT | — | Erstveröffentlichung: Oktober 2000  |
| 2001 | Weihnachten mit den Großen 3         | — | AT16 (5 Wo.)AT | — | Erstveröffentlichung: November 2001 |
| 2005 | Das Beste                            | — | AT20 (19 Wo.)AT | — | Erstveröffentlichung: Januar 2005   |
| 2011 | Ein Wiedersehen zum Abschied         | DE28 (5 Wo.)DE | AT3 (11 Wo.)AT | CH19 (9 Wo.)CH | Erstveröffentlichung: Januar 2011   |

Weitere Veröffentlichungen
- 1999: Die großen 3 der Volksmusik
- 2003: Weihnachten mit den großen 3 der Volksmusik - Folge 2
- 2007: Junge Träume

Videoalben
- 2000: Die großen 3 der Volksmusik
- 2003: Das Beste der großen 3 der Volksmusik
- 2010: Ein Wiedersehen zum Abschied